# Église Saint-Martin de Thuret
L'église Saint-Martin (anciennement église Saint-Limin) est une église catholique de style roman située à Thuret, en Auvergne dans le centre de la France, construite au XIIe siècle. La dédicace de l'église a changé de nombreuses fois. Son premier vocable était Saint-Genès puis Saint-Limin en 1311 (jusqu'au XVIIIe siècle) puis Saint-Martin au XVIIIe siècle, Saint-Bonnet au XIXe siècle et Saint-Bénilde à partir de la seconde moitié du XXe siècle. Elle est classée au titre des monuments historiques. 

## Localisation
L'église est située dans le nord-est du département français du Puy-de-Dôme, dans la Limagne, dans le centre du village de Thuret.

## Historique
C'est dans cette église qu'a été baptisé puis a fait sa première communion Pierre Romançon (1805-1862), qui devint frère des écoles chrétiennes sous le nom de frère Bénilde. Il fut canonisé par Paul VI en 1967. 
L'édifice est classé au titre des monuments historiques en 1850.

## Architecture
L'église actuelle a été construite au XIIe siècle, autour de 1150/1170, en une seule campagne de construction assez rapide, d'après un parti architectural conservateur.
L'église est en pierre calcaire blanche des carrières voisines de Chaptuzat, au nord-ouest.
Elle est de plan basilical plutôt simple. La façade occidentale, plutôt austère, est ornée d'une archivolte en plein cintre et de chapiteaux sculptés (atlante, personnages dans les ceps, oiseau).

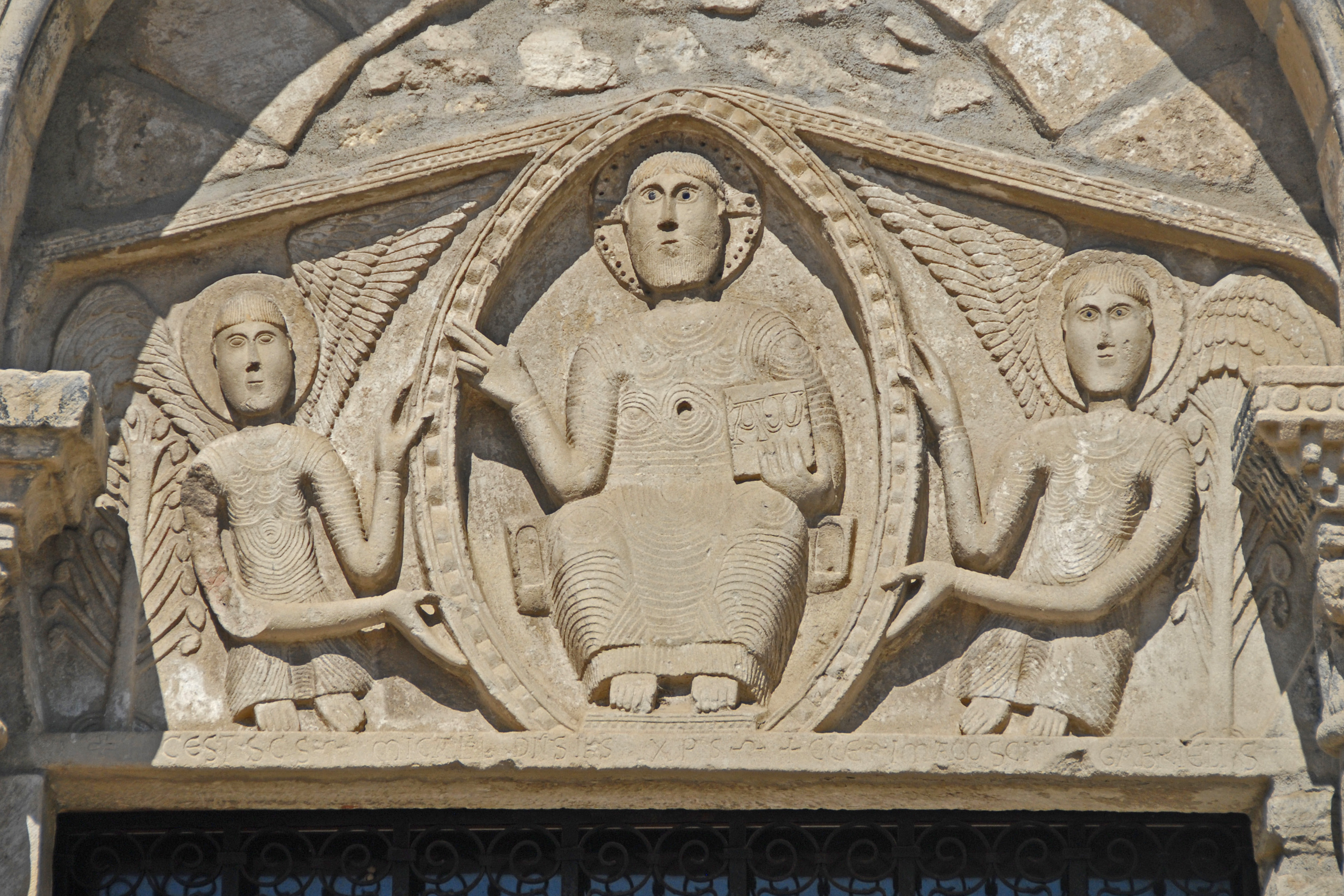
Christ en majesté dans une mandorle sur le portail latéral

Le portail latéral méridional est composé d'une archivolte en plein cintre où l'on peut voir un linteau en bâtière historié. Ce portail concentre le programme  ornemental. Il est sculpté d'un Christ en majesté dans une mandorle, entouré des archanges saint Michel et saint Gabriel.
Le clocher a été modifié au XIXe siècle et son couvrement a été refait. Le second niveau a été construit après la Révolution en pierre de Volvic.
Le chevet est tripartite, d'ordonnance pyramidale et comporte une abside semi-circulaire et deux absidioles de même forme, plus réduites.
L'intérieur de l'église a été modifié par Aymon Mallay au XIXe siècle. Elle est actuellement voûtée d'ogives quadripartites mais devait être voûtée en berceau plein cintre à l'origine.
La priorale de Thuret est très décorée, ses sculptures sont nombreuses : chapiteaux, tailloirs,…
Beaucoup de chapiteaux sont des réfections du XIXe siècle mais de nombreuses sculptures romanes subsistent. On compte 64 chapiteaux romans, surtout à l'intérieur de l'édifice. Ils sont sculptés de décors végétaux et de quelques chapiteaux historiés dont l'iconographie tourne autour de thèmes bien connus en Limagne au XIIe siècle.
On peut y voir une version du péché originel, dans un traitement très simplifié, un aigle mais aussi un singe cordé représenté de façon inhabituelle puisqu'il et seul, sans maître. On peut également y voir un porteur de mouton d'un style typique lui aussi, un chapiteau aux griffons semblable à celui de Notre-Dame du Port à Clermont-Ferrand ou encore un chapiteau représentant Daniel dans la fosse aux lions.
L'église de Thuret est également renommée pour sa Vierge noire datant vraisemblablement du XVIIe siècle.
L'église abrite un sarcophage médiéval en pierre.

## Galerie photo

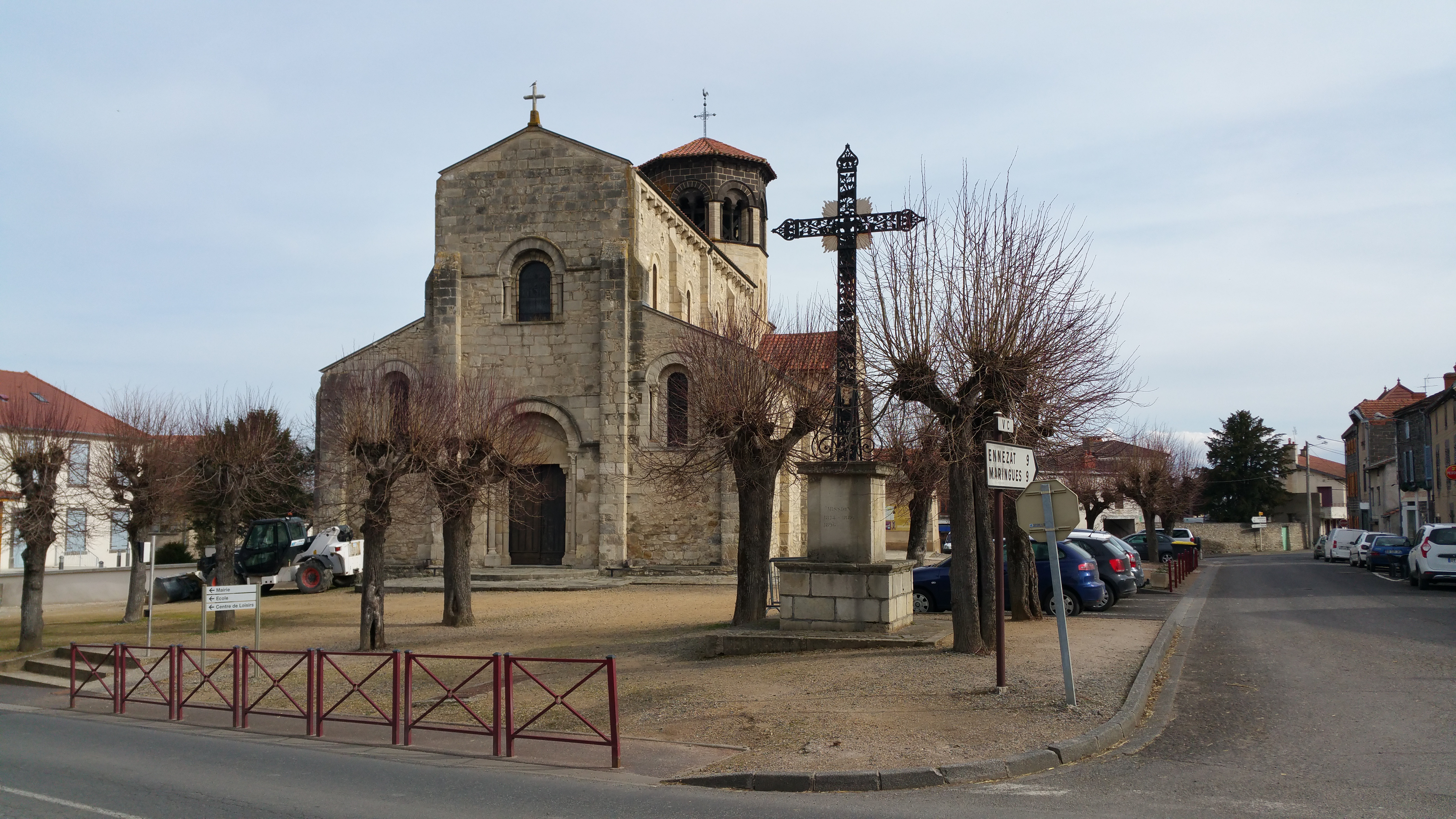
Vue de la façade depuis la place de l'Église.
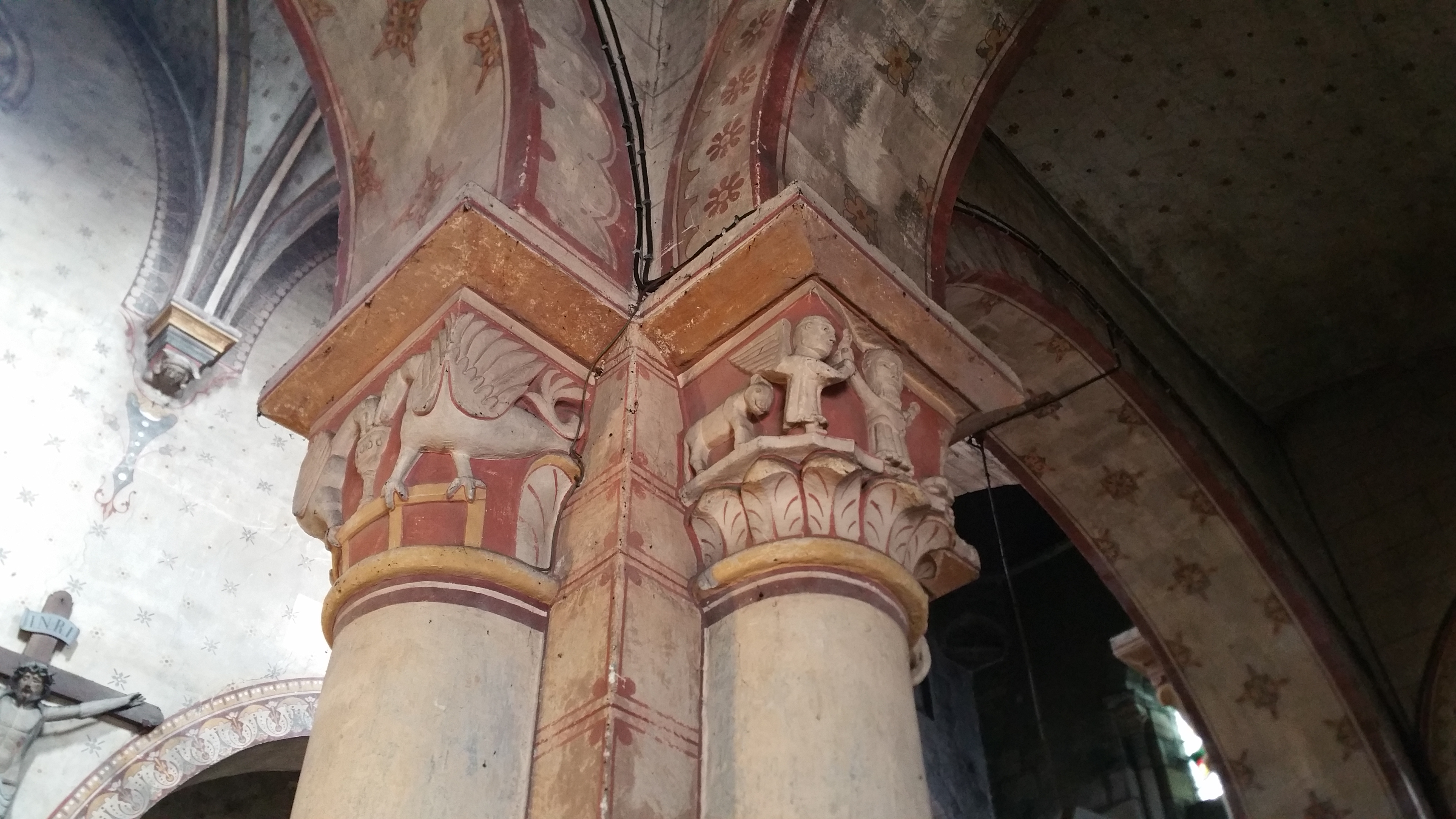
Chapiteau historié.
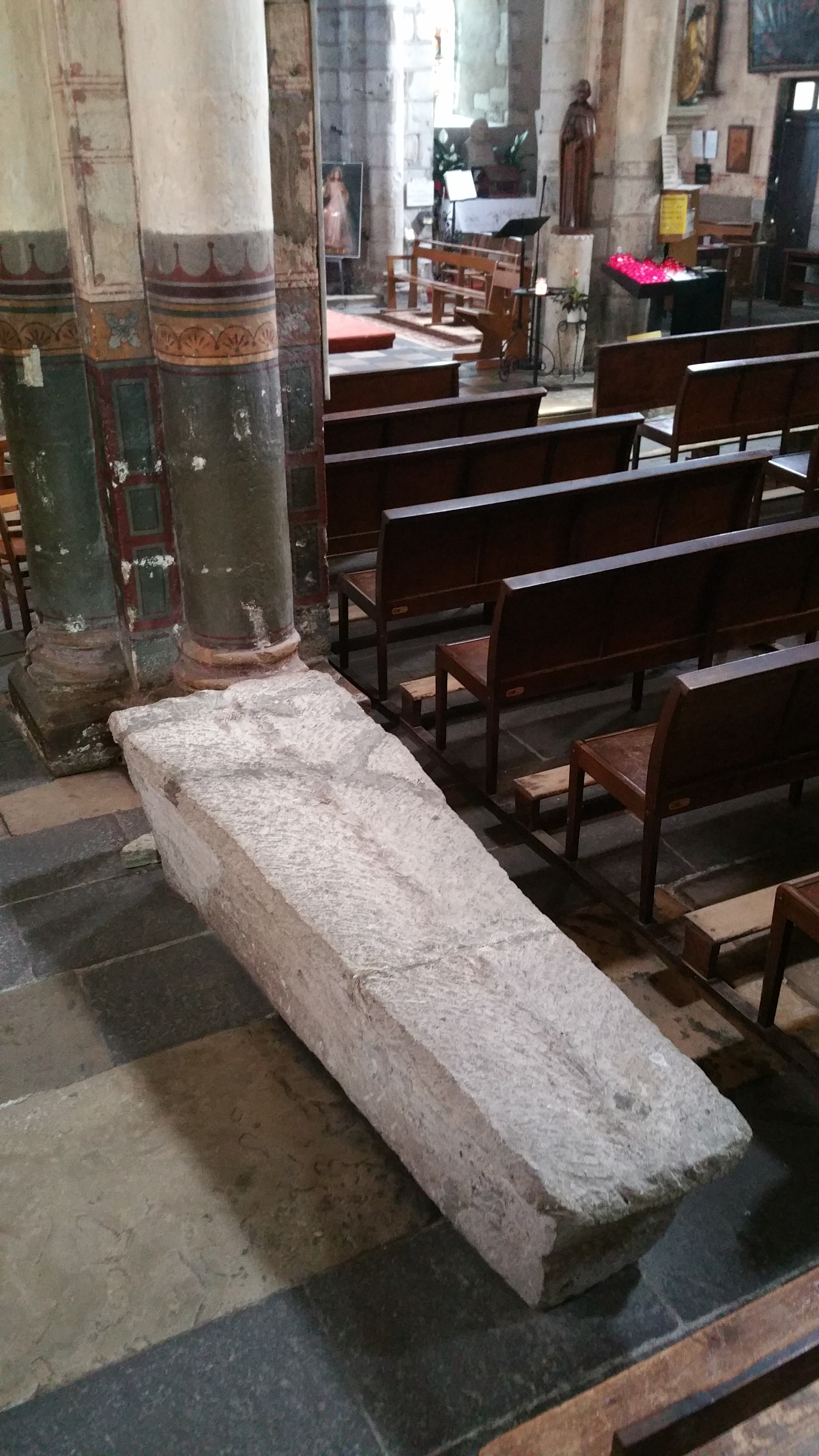
Sarcophage médiéval.
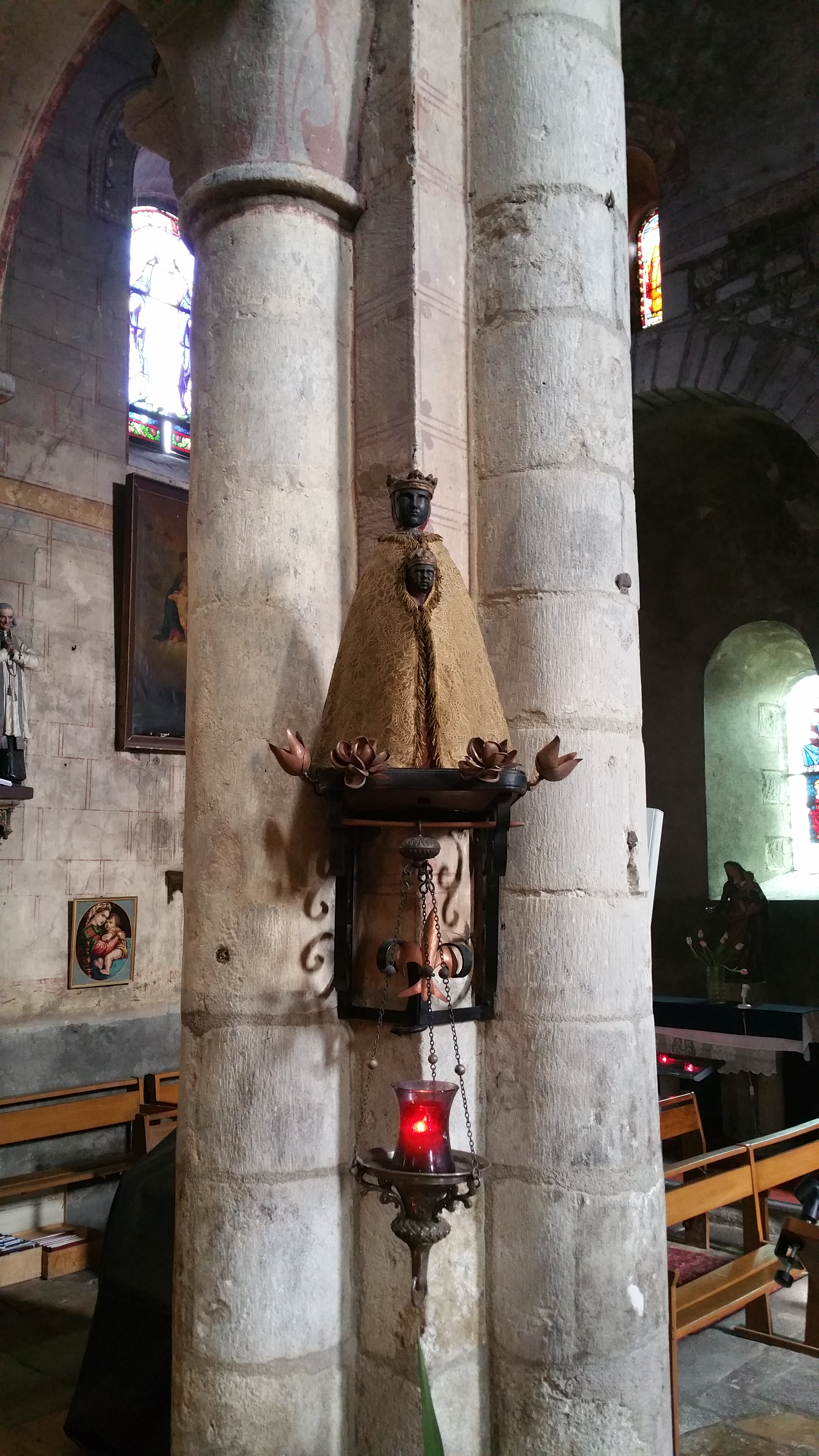
Vierge noire.